# 270903 Pakstiene
270903 Pakstiene este o planetă minoră (asteroid) din Outer Main Belt⁠(d). A fost descoperită pe 5 octombrie 2002 la Observatorul Palomar de  și a fost numită după Erika Pakštienė⁠(d). 
Obiectul prezintă o orbită caracterizată de o semiaxă mare de 3,2523198043535 UAi, o excentricitate de 0,028006818708903, o înclinație de 9,689066575446 ° în raport cu ecliptica.